# آناتولی مکرتچیان
آناتولی مکرتچیان (ارمنی: Անատոլի Աշոտի Մկրտչյան؛ زاده ۶ اکتبر ۱۹۳۱ – درگذشته ۲۶ اکتبر ۲۰۱۲) دیپلمات، سیاست‌مدار و تاریخ‌نگار اهل ارمنستان که بین سال‌های ۱۹۸۶ تا ۱۹۹۱ وزیر امور خارجه ارمنستان شوروی بود.